# Oštrulja (biljni rod)
Oštrulja (šašika, viš, vis; lat. Sesleria), biljni rod višegodišnjeg raslinja iz porodice trava raširen po Europi, na istok do Kavkaza, Turske i Irana; jedan predstavnik i u Maroku, ali nije endem, to je srebrolika oštrulja (S. argentea) koja raste i u Hrvatskoj.
Pripada mu tridesetak vrsta, od toga u Hrvatskoj 8.; jedna vrsta okrugloklasasta oštrulja, Sesleria sphaerocephala, sinonim je za Sesleriella sphaerocephala.

## Vrste
1. Sesleria achtarovii Deyl
2. Sesleria alba Sm.
3. Sesleria albicans Kit. ex Schult.; bjelkasta oštrulja
4. Sesleria angustifolia (Hack. & Beck) DeyI
5. Sesleria araratica Kit Tan
6. Sesleria argentea (Savi) Savi; srebrolika oštrulja
7. Sesleria autumnalis (Scop.) F.W.Schultz; jesenska oštrulja
8. Sesleria bielzii Schur
9. Sesleria caerulea (L.) Ard.; obična oštrulja
10. Sesleria calabrica (Deyl) Di Pietro
11. Sesleria coerulans Friv.; modrikasta oštrulja
12. Sesleria comosa Velen.
13. Sesleria doerfleri Hayek
14. Sesleria filifolia Hoppe
15. Sesleria heufleriana Schur
16. Sesleria insularis Sommier
17. Sesleria italica (Pamp.) Ujhelyi
18. Sesleria juncifolia Suffren; uskolisna oštrulja (sin. Sesleria tenuifolia)
19. Sesleria latifolia (Adamovic) Degen
20. Sesleria nitida Ten.
21. Sesleria phleoides Steven ex Roem. & Schult.
22. Sesleria pichiana Foggi, Gr.Rossi & Pignotti
23. Sesleria rigida Heuff. ex Rchb.
24. Sesleria robusta Schott, Nyman & Kotschy;  robusna oštrulja
25. Sesleria sadleriana Janka; Sadlerova oštrulja
26. Sesleria serbica (Adamovic) Ujhelyi
27. Sesleria taygetea Hayek
28. Sesleria tenerrima (Fritsch) Hayek
29. Sesleria uliginosa Opiz
30. Sesleria vaginalis Boiss. & Orph.
31. Sesleria wettsteinii Dörfl. & Hayek
32. Sesleria ×tuzsonii (Ujhelyi) Ujhelyi